# Elsdorf-Westermühlen
Elsdorf-Westermühlen település Németországban, Schleswig-Holstein tartományban. Lakosainak száma 1651 fő (2023. december 31.).

## Népesség
A település népességének változása:
| Lakosok száma | 1200 | 1599 | 1602 | 1595 | 1641 | 1651 |
|               | 1975 | 2017 | 2019 | 2021 | 2022 | 2023 |